# Nissan NT500

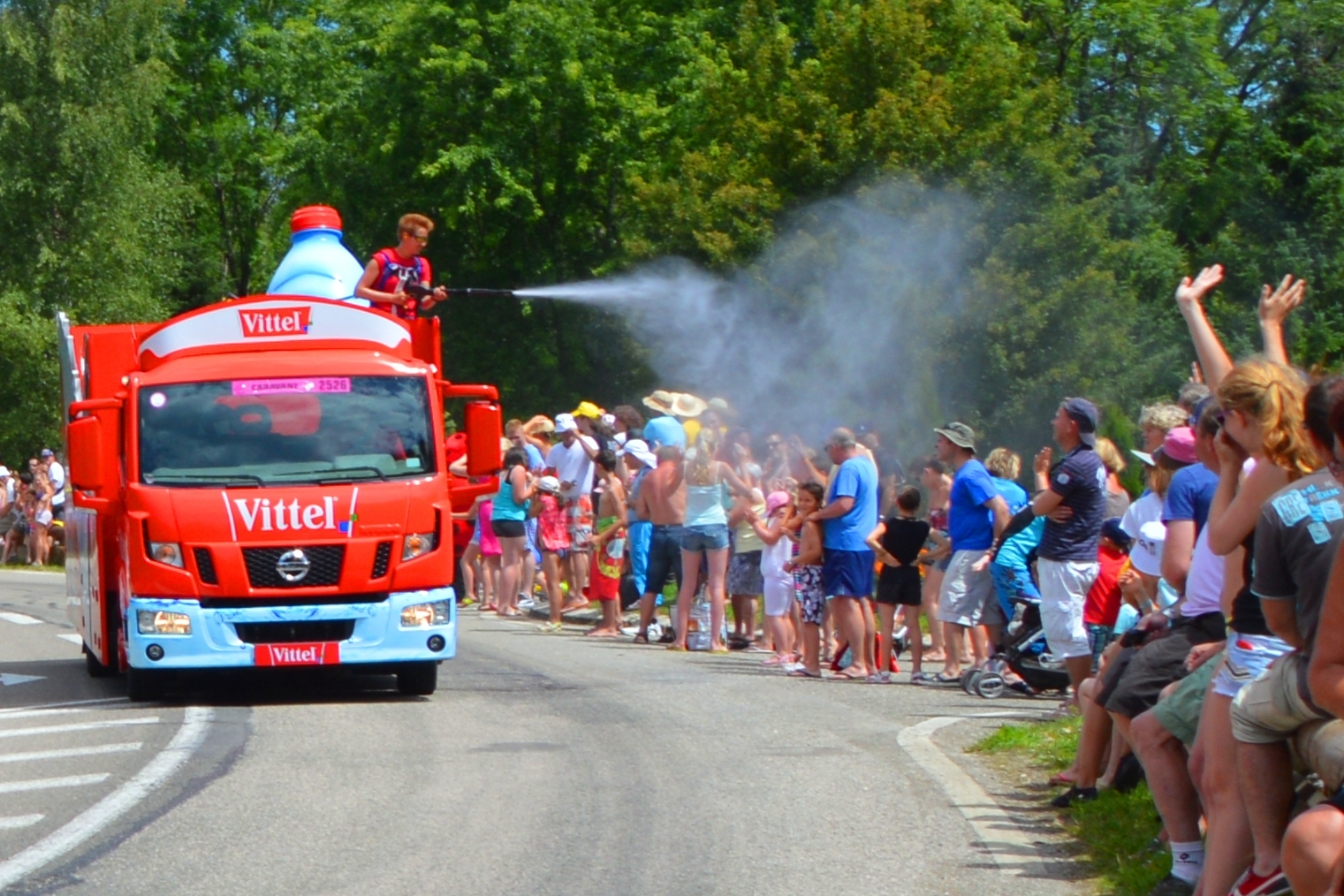
Nissan NT500 in der Karawane der Tour de France 2014

Der Frontlenker-Verteiler-Lkw Nissan NT500 wird seit Mitte 2013 als Nachfolger des Nissan Atleon von Nissan Motor Ibérica produziert. Am 29. Mai 2013 stellte Nissan den NT500 mittels Pressemitteilung erstmals vor. Für den Kooperationspartner Renault baut Nissan ein Badge-Engineering Modell des NT500 als Renault D-Truck, das die leichteste Gewichtsklasse des Renault Midlum ersetzt und seit 2014 angeboten wird. Nach Mai 2017 wurde der Vertrieb zumindest in Deutschland eingestellt.

## Konfiguration
Das Modell wird mit fünf verschiedenen Radständen zwischen 2800 mm bis 4300 und Gesamtgewichten von 3,5, 5,6, 6,5 und 7,5 Tonnen erhältlich sein. Für die Variante mit 7,5 Tonnen stehen vier Radstände zur Wahl: 3100, 3500, 3900 und 4300 mm, außerdem ist serienmäßig die Motorleistung höher. Als Standardmotorisierung leistet der Nissan ZD30-Dieselmotor 110 kW (150 PS), das maximale Drehmoment ist 350 Nm. Der Motor hat 3,0 Liter Hubraum, Common-Rail-Einspritzung und Turbolader.
Für den 7,5-Tonner und als Option für die übrigen Varianten leistet dieser Motor mit Doppel-(Twin)Turbolader 130 kW (176 PS) und erreicht ein maximales Drehmoment von 540 Nm. In beiden Varianten hält der Motor mit SCR-Katalysator und Dieselpartikelfilter die Euro 6 Abgasnorm ein und die Wartungsintervalle sind 40000 km oder 2 Jahre.
Die Kraftübertragung an die jeweils mit Doppelbereifung ausgerüstete Hinterachse erfolgt grundsätzlich mit 6-Gang Schaltgetriebe, optional ist auch ein Automatisiertes Schaltgetriebe erhältlich.
Auch der NT500 hat wie sein Vorgänger ein kippbares Führerhaus. Außer zahlreichen Ablagemöglichkeiten, Türtaschen, drei Handschuhfächern hat das Fahrzeug auch einen schlüssellosen Zugang, gefederten Fahrersitz, DIN-Radio mit CD-Player, USB/AUX-Anschluss und Bedienung per Lenkradtasten. In der mittleren Ausstattung ist zusätzlich ein Tempomat, Geschwindigkeitsbegrenzer und Klimaautomatik enthalten, während in den Topversionen noch ein Navigationssystem und ein Beifahrer-Airbag hinzukommt.